# Уинчелл, Бэрри
Бэрри Уинчелл (англ. Barry Winchell, 1977—1999) — военнослужащий армии США, убитый сослуживцем Кельвином Гловером. Это преступление послужило толчком к отмене в Соединенных Штатах закона «Не спрашивай, не говори», запрещавшего служить в армии геям и лесбиянкам, если они не скрывают свою сексуальную ориентацию.

## Жизнь и убийство
Уроженец штата Миссури Уинчелл был зачислен в армию в 1997 году. В 1998 году он был переведен рядовым первого класса в 101-ю воздушно-десантную дивизию (Форт-Кэмпбелл, штат Кентукки). Прогуливаясь по Нэшвиллу вместе со своим соседом по комнате Фишером и другими сослуживцами, Уинчелл зашёл в клуб, где демонстрировалось танцевальное шоу трансвеститов. Там он познакомился с трансгендерной женщиной-танцовщицей по имени Кальперния Аддамс. Бэрри очень понравилась Кальперния, и он предложил ей пойти с ним на свидание; вскоре они начали встречаться. Фишер стал распространять слухи об отношениях Уинчелла и Аддамс, в результате чего Бэрри подвергался нападкам со стороны других военнослужащих. Командование части не препятствовало этому. Домогательства продолжались вплоть до Дня независимости 4 июля, когда Уинчелл обвинил сослуживца Гловера во лжи, на почве чего между ними произошла драка. Затем Фишер упрекнул Гловера в том, что тот не смог дать отпор «какому-то гребанному педику Уинчеллу». Фишер продолжал подстрекать Гловера. Рано утром 5 июля Гловер взял из шкафа Фишера бейсбольную биту и ударил Уинчелла по голове, когда тот спал. Уинчелл скончался от обширной травмы головы 6 июля в Медицинском центре Университета Вандербильта.

## Приговор
Гловер был осужден за убийство Уинчелла. Он отбывает пожизненное заключение. Фишер был осужден за препятствие уголовному расследованию, обвинения в убийстве против него были сняты, приговорен к 12 с половиной годам тюремного заключения (освобожден в октябре 2006).

## Последствия
Родители Уинчелла и ЛГБТ-активисты осуждали закон, известный как «Не спрашивай, не говори», настаивая на его отмене.
Генерал-майор Роберт Т. Кларк, который в момент убийства Уинчелла являлся командующим группировкой Форт Кэмпбелла, отказался взять на себя ответственность за гомофобную атмосферу в находящихся в его подчинении воинских подразделениях. В декабре 2003 года он получил продвижение по службе и был повышен в звании до генерал-лейтенанта.
Об убийстве Уинчелла и событиях, которые ему предшествовали, в 2003 году был снят фильм «Солдатская девушка». Фильм получил премии «Пибоди», «Gotham Awards» и вызвал новую волну обсуждений закона «Не спрашивай, не говори».